# Swinton (ród)
Clan Swinton szkocki ród i klan nizinny.

## Pochodzenie
Swintonowie są jedną z nielicznych brytyjskich rodzin mogących wykazać się pochodzeniem od saskich przodków. Wśród przodków mają rycerzy z dawnego królestwa Nortumbrii, na pograniczu Anglii i Szkocji, i te tereny zamieszkuje do dziś większość rodu.
Za protoplastę rodu uważa się Eadulfa I z Bernicji, który w 886 uznał zwierzchność Alfreda Wielkiego. Klan spokrewniony jest z klanami Dunbar i Arbuthnott, którego przodkiem był Hugh de Swinton.
Nazwisko rodziny, przez skojarzenie z dzikiem, wywodzone jest według tradycji od odwagi członków rodu. Tradycja ta odzwierciedla się w herbie naczelnika klanu, i herbowych jego członków. Prawdopodobnie rzeczywista geneza nazwiska związana jest z nazwą miejscową, być może z wioską Swinewood, nadaną rodowi przez Wilhema Lwa. Nadanie zostało potwierdzone Edulphowi de Swinton przez Dawida I, króla Szkocji w 1140.

## Dzieje rodu
Henry de Swinton, wraz z bratem, proboszczem w Swinton, przysięgli wierność królowi Anglii Edwardowi I w 1296.
Kolejne generacje Swintonów stanęły po stronie Szkocji, uczestnicząc w walce o niepodległość w szeregach wojsk Roberta Bruce'a. Sir John Swinton, prawwnuk Henry'ego był znamienitym dowódcą i urzędnikiem w służbie królów Roberta II i Roberta III. Dowodził w bitwie z Anglikami pod Otterburn w 1388, i poległ w 1402 w bitwie pod Humbleton Hill.
W XVI w. znaczenie rodu rosło, m.in. dzięki małżeństwom z hrabiami Douglas, Mar i dynastią panującą. Sir John Swinton of Swinton uczestniczył na czele klanu w wojnie stuletniej, i poległ w 1424 w bitwie pod Verneuil.
W 1567 sir John Swinton był jednym ze szkockich baronów, którzy sprzeciewili się małżeństwu królowej Marii z hrabią Bothwellem.
W 1640 sir Alexander Swinton, 22.wódz klanu został szeryfem Berwickshire. Jego syn Alexander, został w 1688 członkiem Sądu Najwyższego Szkocji, i lordem Mersington.
W czasie rewolucji Swintonowie byli rojalistami. John Swinton, pułkownik regimentu Berwickshire dostał się do niewoli wojsk parlamentu w bitwie pod Worcester, jego brat Robert poległ w czasie próby zdobycia sztandaru Cromvella.
John Swinton później, w roku 1655 stanął po stronie Lorda Protektora jako członek Rady Państwa. Jego syn, również John, 23 Laird Swinton  Po bezpotomnej śmierci Aleksandra, 24. Lairda, syna Johna Swintona, tytuł odziedziczył brat Johna, również Aleksander, jako 25. Laird of Swinton, który wspierał w czasie Chwalebnej rewolucji Wilhelma III.
John Swinton of that Ilk, 27.Laird został członkiem Sądu Najwyższego i Lordem Swinton w 1782.
Między wybitnymi członkami klanu jest m.in. Ernest Dunlop Swinton (1868 -1951), generał major, uczestnik wojen burskich i I wojny światowej, teoretyk wojskowości, zasłużony dla powstania broni pancernej i kapitan George Swinton, pochodzący z gałęzi Swinton of Kimmerghame, Lord Lyon King of Arms, i sekretarz kapituły Orderu Ostu w latach 1927 to 1929.
Generał sir John Swinton of Kimmerghame, jest Lordem Porucznikiem (Lord Lieutenant) Berwickshire, i ojcem szkockiej aktorki Tilda Swinton.

## Wódz klanu
Obecną głową rodu jest Rolfe William Swinton of that Ilk, 36 Laird of Swinton. Swintonowie, jak wiele wielkich rodów ze szkockich Nizin i Pogranicza, przyjmują charakterystyczne głównie dla rodów góralskich struktury klanowe. Jednak w źródłach historycznych Swintonowie określani są najczęściej jako ród, nie klan.

Herb w wersji czystej, przysługujący głowie rodu